# Рис
Рис (лат. Lynx) је род животиња из породице мачака. Рис је било која од четири врсте (канадски рис, иберијски рис, обични рис, и риђи рис) у оквиру средње величине дивље мачке рода Lynx. Назив Lynx је настао у средњеенглеском преко латинског од грчке речи λύγξ, која потиче од индоевропског корена leuk- („светлост, сјај“) у контексту луминисценције његових рефлектујућих очију.

## Физичке особине
Одрасли рисови су тешки од 15 до 30 килограма. Обични рис је знатно већи од осталих врста рисова, а пиринејски (иберијски) је знатно мањи од осталих.
Рисови су мачке средње величине, дугих ногу и великих ушију са чуперцима на врховима и кратким репом. Све врсте рисова имају мање или више изражену „браду“, тј. длаке испод браде које подсјећају на браду или машну. Боја тијела је од свијетло-смеђе до сиве, а повремено имају тамносмеђе пјеге, нарочито на ногама.
Најмање врсте су риђи рис и канадски рис, док је највећа обични рис, са значајним варијацијама унутар врста.
| Врста         | Пол      | Тежина                   | Дужина                       | Висина (на раменима при стојању) |
| ------------- | -------- | ------------------------ | ---------------------------- | -------------------------------- |
| Обични рис    | мужјаци  | 18—30 kg (40—66 lb)      | 81—129 cm (32—51 in)         | 70 cm (27 1⁄2 in)                |
| Обични рис    | женке    | 18 kg (40 lb)            | 81—129 cm (32—51 in)         | 70 cm (27 1⁄2 in)                |
| Канадски рис  | оба пола | 8—14 kg (18—31 lb)       | 90 cm (35 1⁄2 in)            | 48—56 cm (19—22 in)              |
| Иберијски рис | мужјаци  | 12,9 kg (28 lb)          | 85—110 cm (33 1⁄2—43 1⁄2 in) | 60—70 cm (23 1⁄2—27 1⁄2 in)      |
| Иберијски рис | женке    | 9,4 kg (20 3⁄4 lb)       | 85—110 cm (33 1⁄2—43 1⁄2 in) | 60—70 cm (23 1⁄2—27 1⁄2 in)      |
| Риђи рис      | мужјаци  | 7,3—14 kg (16—30 3⁄4 lb) | 71—100 cm (28—39 1⁄2 in)     | 51—61 cm (20—24 in)              |
| Риђи рис      | женке    | 9,1 kg (20 lb)           | 71—100 cm (28—39 1⁄2 in)     | 51—61 cm (20—24 in)              |

## Понашање
У већини аспеката, понашање риса подсјећа на понашање леопарда. Углавном живе самачким животом, иако понекад неколико рисова живи заједно. Врло су дивљи и обично их је тешко видјети у природи. Понекад нападају и човјека, али врло ријетко, скоро искључиво у случајевима када сматрају да су нападнути.
Сезона парења је у касну зиму, и женке обично доносе на свијет од 2 до 4 младунца годишње. Мајка одгаја младе у периоду од око једне године, а послије тога су самостални.
Хране се широком лепезом мањих животиња, попут птица, малих сисара и риба, али и већим сисарима попут оваца, коза, дивокоза, срна па чак и ирваса.

## Систематика
Овај род чине четири врсте: канадски рис (Lynx canadensis), обични рис, иберијски рис (Lynx pardinus) и риђи рис (Lynx rufus). У старијој литератури су се често све врсте рисова обухватале једном врстом, која се називала „сјеверни рис“. Пустињски рис или каракал се понекад такође сврстава у рисове, иако заправо припада сасвим другом роду. Сматра се да су четири живе врсте из рода Lynx еволуирале од Lynx issiodorensis, који је живео у Европи и Африци током касног плиоцена до раног плеистоцена. Плиоценски фелид Felis rexroadensis из Северне Америке је предложен као још ранији предак; међутим, ова врста је била већа од било које живе врсте и тренутно није класификована као прави рис.

### Обични риc
Од четири врсте риса, обични рис рис (lynx) је највећи по величини. Пореклом је из европских, централноазијских и сибирских шума. Док је његов статус очуваности класификован као „најмање забрињавајући“, популације обичног риса су смањене или истребљене из већег дела Европе, где се сада поново уводи. Током лета, обични рис има релативно кратку, црвенкасту или смеђу длаку која се током зиме замењује много дебљом сребрно-сивом до сивкасто-браон длаком. Рис лови вребајући и скачући на свој плен, у чему му помаже неравна, шумовита земља у којој живи. Омиљени плен риса у његовом шумском станишту је срна. Међутим, храниће се било којом животињом која се чини најлакшом за лов, јер је опортунистички грабежљивац слично својим рођацима.

### Канадски рис
Канадски рис (Lynx canadensis) је северноамеричка мачка која се простире у шумама и регионима тундре широм Канаде и Аљаске, као и у неким деловима северних Сједињених Држава. Историјски гледано, канадски рис се кретао од Аљаске преко Канаде до многих северних америчких држава. У источним државама боравио је у прелазној зони у којој су бореалне четинарске шуме уступиле место листопадним шумама. До 2010. године, након 11-годишњих напора, успешно је поново уведен у Колорадо, где је био истребљен током 1970-их. Године 2000, америчка служба за рибу и дивље животиње прогласила је канадског риса угроженом врстом у нижих 48 држава.
Канадски рис је добар пењач и пливач; конструише груба склоништа испод обореног дрвећа или стена. Има густу длаку и широке шапе, и двоструко је ефикаснији од риђег риса у подржавању своје тежину на снегу. Канадски рис се храни скоро искључиво америчким белим зечевима; његова популација у великој мери зависи од популације ове плена. Такође лови сисаре и птице средње величине ако се смањи број зечева.

### Иберијски рис
Иберијски рис (Lynx pardinus) је угрожена врста која потиче са Пиринејског полуострва у јужној Европи. Била је то најугроженија врста мачака на свету, али су конзервациони напори променили њен статус из критичног у угрожени. Према португалској конзервационој групи за очување SOS, ако ова врста изумре, биће то прво изумирање мачака од смилодона пре 10.000 година. Ова врста је некада била класификована као подврста обичног риса, али се сада сматра засебном врстом. Обе врсте су се јављале заједно у средњој Европи у епохи плеистоцена, раздвојене избором станишта. Верује се да је иберијски рис еволуирао од Lynx issiodorensis.

#### Напори за очување
Године 2004, преглед шпанске владе показао је да постоје само две изоловане умножавајуће популације иберијског риса у јужној Шпанији, укупно око 100 рисова (укључујући само 25 плодних женки). Споразумом који су 2003. године потписали Шпанско министарство за животну средину и Андалузијски савет за животну средину настоји се узгајати иберијски рис у заточеништву. Три младунца иберијског риса рођена су у оквиру шпанског програма 2005. године у објекту Центро Ел Асебуче у Националном парку Доњана.
Као резултат програма шпанске владе и напора других (као што су  и ЕУ Животни пројекти), иберијски рис се „опоравио од ивице изумирања“; од 2000. до 2015. године, популација иберијског риса се више него утростручила. IUCN је поново проценио врсту из „критично угрожене“ у „угрожену“ 2015. године. Попис врста из 2014. показао је 327 животиња у Андалузији у „подручјима поновног увођења“ Сијера Морена и Монтес де Толедо (Кастиља-Ла Манча, Шпанија), долини Матахел (Естремадура, Шпанија) и долини Гвадијана (Португалија).

### Риђи рис
Риђи рис (Lynx rufus) је северноамеричка дивља мачка. Са 13 признатих подврста, риђи рис је уобичајен широм јужне Канаде, континенталних Сједињених Држава и северног Мексика. Попут обичног риса, његов статус очуваности је „најмања брига“. Риђи рис је прилагодљив грабежљивац који насељава листопадне, четинарске или мешовите шуме, али за разлику од других рисова, не зависи искључиво од дубоких шума и креће се од мочвара и пустињске земље до планинских и пољопривредних подручја, при чему његов пегави капут служи као камуфлажа. Популација рисова зависи првенствено од популације њиховог плена. Без обзира на то, рисове често убијају већи предатори као што су којоти.